# Bolivar numérique
Pour les articles homonymes, voir Bolívar.
 (décembre 2022).
Si vous disposez d'ouvrages ou d'articles de référence ou si vous connaissez des sites web de qualité traitant du thème abordé ici, merci de compléter l'article en donnant les références utiles à sa vérifiabilité et en les liant à la section « Notes et références ».
Le bolivar numérique (en espagnol : bolívar digital), officiellement toujours nommé bolivar souverain et de code ISO 4217 inchangé (VES), est la monnaie en place au Venezuela depuis le 1er octobre 2021. Il remplace l'ancien bolivar souverain à un taux d'un nouveau bolivar pour un million d'anciens bolivars.
Début juillet 2021, le système était annoncé de façon non officielle, puis officialisé par décret le 6 août suivant, et le 1er octobre, la Nueva Expresión Monetaria est émise par la Banque centrale du Venezuela avec de nouveaux billets et pièces. C'est la troisième réévaluation de la monnaie vénézuélienne depuis 2008, avec un total de 14 zéros supprimés depuis cette date.

## Code ISO 4217
Le code ISO 4217 VED, code numérique 926, est introduit au 1er octobre 2021 par l'amendement no 170 de l'ISO 4217 pour représenter la nouvelle valeur (un million de fois l'ancien bolivar souverain VES/928) pour tout besoin interne pendant la procédure de redénomination, mais ne remplace pas le code VES en tant que code officiel de la monnaie. La Banque centrale du Venezuela n'a pas adopté les nouveaux codes dans le système local et continue d'utiliser VES/928. Ce code VES/928 demeure le code de la monnaie après le 1er octobre 2021 pour toute transaction en bolivar souverain redénominé.

## Billets et pièces
Les nouveaux billets émis figurant le portrait de Simón Bolívar sont les suivants :
- 5 bolivars (marron)
- 10 bolivars (violet)
- 20 bolivars (orange)
- 50 bolivars (vert)
- 100 bolivars (magenta)

Complétés par trois nouvelles pièce de monnaie en acier plaqué nickel :
- 0,25 bolivar
- 0,50 bolivar
- 1 bolivar